# Іванівська сільська рада (Ставищенський район)
| Іванівська сільська рада — колишній орган місцевого самоврядування у Ставищенському районі Київської області з адміністративним центром у с. Іванівка. Історична дата утворення: в 1994 році. Водоймища на території, підпорядкованій даній раді: річка Гнилий Тікич. Сільській раді були підпорядковані населені пункти: - с. Іванівка - с. Богатирка |

## Склад ради
Рада складалася з 16 депутатів та голови.

### Керівний склад ради
| ПІБ                    | Основні відомості                                            | Дата обрання | Дата звільнення |
| ---------------------- | ------------------------------------------------------------ | ------------ | --------------- |
| Деркач Юрій Олесійович | Сільський голова, 1958 року народження, освіта, безпартійний | 26.03.2006   | 31.10.2010      |

Примітка: таблиця складена за даними джерела